# Olóriz (concejo)
Olóriz (Oloritz en euskera) es un concejo de la Comunidad Foral de Navarra (España) perteneciente al municipio de Olóriz, del que es la capital. Está situado en el valle histórico de la Vadorba, en la Merindad de Olite, y capital de este, en la comarca de Tafalla, en el valle de la Valdorba. Su población en 2014 fue de 57 habitantes (INE). 

## Toponimia
Probablemente significa ‘lugar propiedad de una persona llamada Olor-, compuesto de un nombre de persona no atestiguado y el sufijo -iz que indica propiedad. En documentos antiguos aparece como Holoriz (1280, NEN), Enequo de Oloritz (1287, DNLO, n.º 90), Oloriç (1312, NEN) y Oloriz (1264, 1268, 1366, 1591, NEN).

## Arte
- Iglesia de San Bartolomé, de comienzos del siglo XIII.[1]
- Palacio cabo de armería, del siglo XVI.
- Ermita de San Pedro ad Vincula de Echano.